# Pseudoathyreus
Pseudoathyreus är ett släkte av skalbaggar. Pseudoathyreus ingår i familjen Bolboceratidae.
Kladogram enligt Catalogue of Life:
| Pseudoathyreus | \| \| Pseudoathyreus damara \| \| \| \| \| \| Pseudoathyreus flavohirtus \| \| \| \| \| \| Pseudoathyreus fracticolis \| \| \| \| \| \| Pseudoathyreus freyi \| \| \| \| \| \| Pseudoathyreus frontalis \| \| \| \| \| \| Pseudoathyreus kordofanus \| \| \| \| \| \| Pseudoathyreus orientalis \| \| \| \| \| \| Pseudoathyreus porcatus \| \| \| \| \| \| Pseudoathyreus rhodesianus \| \| \| \| |
|                | \| \| Pseudoathyreus damara \| \| \| \| \| \| Pseudoathyreus flavohirtus \| \| \| \| \| \| Pseudoathyreus fracticolis \| \| \| \| \| \| Pseudoathyreus freyi \| \| \| \| \| \| Pseudoathyreus frontalis \| \| \| \| \| \| Pseudoathyreus kordofanus \| \| \| \| \| \| Pseudoathyreus orientalis \| \| \| \| \| \| Pseudoathyreus porcatus \| \| \| \| \| \| Pseudoathyreus rhodesianus \| \| \| \| |
|                | Pseudoathyreus damara |
|                | |
|                | Pseudoathyreus flavohirtus |
|                | |
|                | Pseudoathyreus fracticolis |
|                | |
|                | Pseudoathyreus freyi |
|                | |
|                | Pseudoathyreus frontalis |
|                | |
|                | Pseudoathyreus kordofanus |
|                | |
|                | Pseudoathyreus orientalis |
|                | |
|                | Pseudoathyreus porcatus |
|                | |
|                | Pseudoathyreus rhodesianus |
|                | |